# VidCon

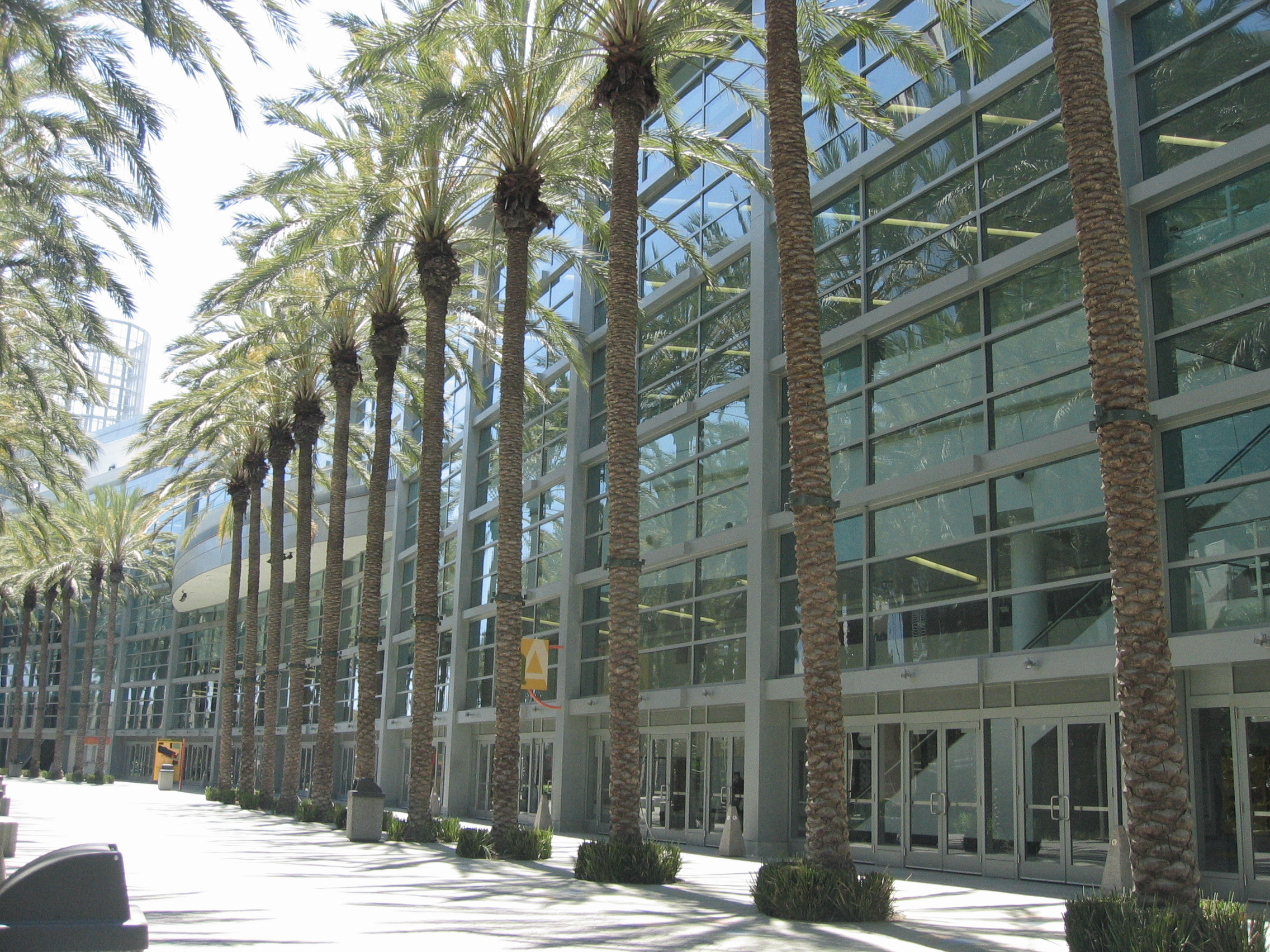
L'Anaheim Convention Center), en Californie où se tient le VidCon depuis 2012.

VidCon est une manifestation réunissant des spectateurs de vidéos en ligne, des créateurs et des représentants de l'industrie du monde entier organisée par Hank Green et John Green, les VlogBrothers de YouTube. Il s'agit du plus vaste rassemblement de ce type ; il attire en effet des milliers de participants du monde entier souvent membres de la communauté YouTube,,.

## Historique
Le premier VidCon a eu lieu du 9 au 11 juillet 2010 à l'hôtel Hyatt Regency Century Plaza de Los Angeles à guichets fermésavec plus de 1 400 participants. Le jeudi était réservé à l'industrie, avec des affiches et des présentations réalisées par des dirigeants de l'industrie et des créateurs de vidéos. Le vendredi et le samedi se sont déroulées sur la scène principale des manifestations des créateurs des contenus les plus vus sur YouTube, des ateliers, et des concerts nocturnes donnés par les musiciens ayant connu le succès principalement en se produisant via des vidéos en ligne.
Le VidCon 2011 s'est tenu les 29 et 30 juillet 2011, précédé d'une journée de conférences de l'industrie le 28 juillet, à nouveau au Hyatt Regency Century Plaza à Los Angeles. Toutes les places étaient vendues soixante jours avant l'ouverture. 2 500 créateurs de vidéos, spectateurs et industriels ont assisté aux conférences et aux célébrations,.
Le troisième VidCon, qui a eu lieu du 28 au 30 juin 2012 s'est déplacé au centre des congrès d'Anaheim (l'Anaheim Convention Center). Ce nouvel emplacement offrait une plus large capacité d'accueil et des possibilités de s'agrandir encore par la suite. 7 000 personnes ont pris part à cette manifestation,.
Le VidCon 2013 s'est tenu du 1er au 3 août 2013 au Anaheim Convention Center. Toutes les places des conférences ont été vendues un mois à l'avance et le nombre de participants s'est élevé à 12 000. Parmi les participants figuraient de nombreuses personnalités : Sam Tsui, Kurt Hugo Schneider, Charlie McDonnell, Dave Days, Grace Helbig, Hank et John Green, iJustine, Phillip DeFranco, Rhett and Link, Shane Dawson, Felix Kjellberg, Internet Killed Television, Kina Grannis, PrankvsPrank, Shay Carl, Dane Boedigheimer, VitalyzdTv, Dan Howell, Phil Lester, Toby Turner, The Fine Brothers, Smosh, Troye Sivan, Corey Vidal, Glozell Green, Laura Vitale, Shanna Malcolm, Olga Kay, Nikki Limo, Andrew Hales, BigDaws et beaucoup d'autres. YouTube a signé un accord en 2013 pour être le principal sponsor de VidCon pendant 2 ans.
Le VidCon 2014 a eu lieu du 26 au 28 juin 2014 au Anaheim Convention Center.